# Hadogenes tityrus
Espèce
Synonymes
- Ischnurus tityrus Simon, 1888
- Hadogenes bifossulatus Roewer, 1943

Hadogenes tityrus est une espèce de scorpions de la famille des Hormuridae.

## Distribution
Cette espèce se rencontre en Namibie et en Afrique du Sud.

## Systématique et taxinomie
Cette espèce a été décrite sous le protonyme Ischnurus tityrus par Simon en 1888. Elle est placée dans le genre Hadogenes par Kraepelin en 1894.
Hadogenes bifossulatus a été placée en synonymie par Kovařík en 1998 confirmé par Prendini en 2005.

## Publication originale
- Simon, 1888 : Études arachnologiques. 20e Mémoire. XXVIII. Arachnides recueillis dans le sud de l'Afrique par M. le docteur Hans Schinz. Annales de la Société Entomologique de France, sér. 6, vol. 7, p. 369-384 (texte intégral).